# Король и я (мультфильм)
«Король и я» (англ. The King and I) — полнометражный рисованный мультипликационный фильм 1999 года, снятый по мотивам книги Маргарет Лэндон «Анна и король Сиама» и мюзикла «Король и я». Мультфильм адаптирует для детей историю британки Анны Леонуэнс, которая в 1862—1869 годах находилась при дворе сиамского короля Монгкута в качестве учительницы его многочисленных детей.

## Сюжет
Анна Леонуэнс вместе с сыном Льюисом прибыла на парусном корабле в Сиам, чтобы стать учительницей детей короля. Кралахом, первый министр короля и колдун, встретил её и проводил во дворец. Кралахом плетёт интриги, чтобы самому стать королём. На приёме во дворце королю привели дар из Бирмы — красивую девушку Таптим. Король показал Анне свою лабораторию и типографию, а затем пришли дети, и Анна растрогалась. На первом уроке Анна показала детям современную карту мира, а затем вывела их из дворца на прогулку. Это рассердило короля, и он пошёл в храм, чтобы помолиться Будде и обрести спокойствие, охраняла его ручная пантера Рама. Старшему принцу понравилась новая красавица, и он подарил ей королевский амулет с изображением белого слона. В ожидании прибытия британского посланника сэра Эдварда Рамсея Анна предложила устроить показательный банкет в европейском стиле, чтобы показать просвещённость королевского двора Сиама. Все подготовились, но в разгар банкета Кралахом велел привести Таптим, и король в ярости сорвал с её шеи королевский амулет. Принц и Таптим сбежали с помощью Льюиса на ручном белом слоне в джунгли и попали в ловушку, которую подготовил Кралахом. Король отправился спасать сына на воздушном шаре с мотором — всё было собрано в его лаборатории. Увидев, что сын и девушка упали в бурную реку, он снизился и спас их. Кралахом, вне себя от злости от провала своих честолюбивых планов, обстрелял воздушный шар короля ракетами для фейерверка. Шар загорелся, и всем пришлось прыгать в воду. Король отправил Кралахома чистить слоновник. После выздоровления король подарил Анне обещанный дом и пригласил на вальс.

## Роли озвучивали
| Актёр                | Роль                       |
| -------------------- | -------------------------- |
| Миранда Ричардсон    | Анна Леонуэнс              |
| Кристиана Нолл       | Анна Леонуэнс (пение)      |
| Мартин Видновик      | Король Сиама               |
| Иэн Ричардсон        | Кралахом                   |
| Даррел Хэммонд       | Master Little              |
| Аллен Д. Хонг        | Принц Чулалонгкорн         |
| Дэвид Бёрнэм         | Принц Чулалонгкорн (пение) |
| Armi Arabe           | Таптим                     |
| Трэйси Веннер Уоррен | Таптим (пение)             |
| Адам Вайли           | Льюис Леонуэнс             |
| Шон Смит             | сэр Эдвард Рамсей          |

## Критика
Большинство отзывов в печати были негативными. Как отмечает Джерри Бек в своём «Путеводителе по анимационному кино», «превосходный материал первоисточника был испорчен плохо анимированным ремейком».
Стивен Хантер из Washington Post назвал фильм «жуткой, абсурдной, никудышной стряпнёй», годной лишь на то, чтобы «нагонять скуку на детей и взрослых». По мнению критика, единственное, что в картине напоминает об оригинале —
несколько песен из мюзикла, да и те «вставлены в совершенно неподходящих эпизодах». На взгляд Хантера, вместо оригинального сюжета, зритель получил нечто «вульгарное и нелепое». Автор рецензии упрекает создателей фильма в почти неприкрытом расизме. По словам Хантера, картина «утверждает врождённое превосходство британцев над безнадёжными азиатами». С точки зрения техники, фильм представляется критику «просто плохой анимацией». Лица персонажей — грубы и невыразительны; сами герои предстают воплощениями «дешёвых» стереотипов. Впрочем, самой слабой стороной картины Хантер называет цветовое решение.

## Интересные факты
- В титрах написано: «In memory of Cecilia M. Wheeler, Marie A. Miller. Special thanks to James R. Miller» — В память о Сесилии Уилер и Марии Миллер. Особая благодарность Джеймсу Миллеру.